# Febe de Céncreas

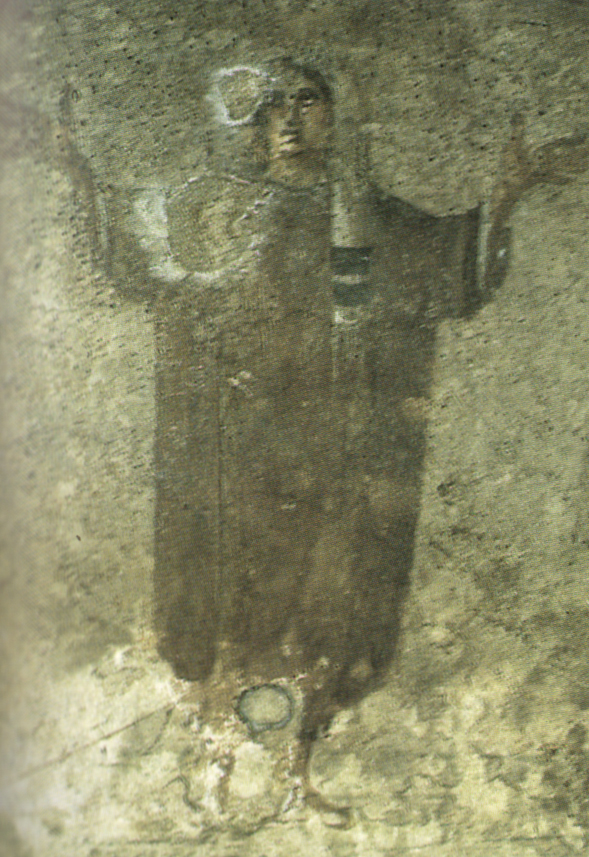
Mujer orante, Catacumbas de Priscila, Roma.

Febe o Phoebe (en griego antiguo: Φοίβη, Phóibē) fue una mujer cristiana del siglo I de la iglesia de Cencrea cerca de Corinto. Considerada como ministra (diaconisa), se habla de Febe en un solo lugar en el Nuevo Testamento y precisamente en la Carta a los Romanos (Ro 16: 1-2). Citada y alabada por Pablo, fue la posible portadora de su carta a los cristianos de Roma.

## Biografía
Phoebe era de la iglesia de Cencrea, una pequeña ciudad portuaria al este de Corinto, en el istmo del mismo nombre. Allí ocupó el cargo de ministra, un término utilizado por primera vez en relación con una mujer en la Iglesia naciente y se puede reconocer bien el cargo de las diaconisas que se estableció en Iglesia cristiana primitiva en siglos posteriores. De tales mujeres parece extraerse Pablo donde se destacan las cualidades familiares y morales necesarias para que las viudas sean elegidas: la viuda "no debe tener menos de sesenta años; estaba casada con un solo marido, goce de buena fama por sus buenas obras, es decir, por haber educado bien a los hijos, por haber practicado la hospitalidad, haber lavado los pies de los santos, ayudar a los afligidos y haberse dedicado a toda buena obra". Phoebe era viuda en la vejez y gozaba de una excelente reputación por sus buenas obras: especialmente la hospitalidad y la asistencia a los enfermos. Pablo alude a la hospitalidad cuando la elogia por haber ayudado a muchos, incluido él mismo, lo que también es muy probable debido a la posición geográfica de Cencrea, donde un tráfico considerable converge con las islas del Egeo y con Asia Menor. Esto fue para ofrecer a Phoebe muchas oportunidades para ayudar a los cristianos de esas tierras.

Te recomiendo a Febe, nuestra hermana, que es diaconisa de la iglesia de Cencrea, para que la recibas en el Señor, de una manera digna de los santos, y la ayudes en lo que necesite de ti; porque ella también ha ayudado a muchos y también a mí.
Romanos 16: 1-2

Hoy no sabemos el motivo de su viaje a Roma, pero hay una cierta tradición y algunos estudiosos quisieran que llevara la Carta a los Romanos.

## Phoebe en la iglesia de Cencrea, "diakonos" y "prostatis"

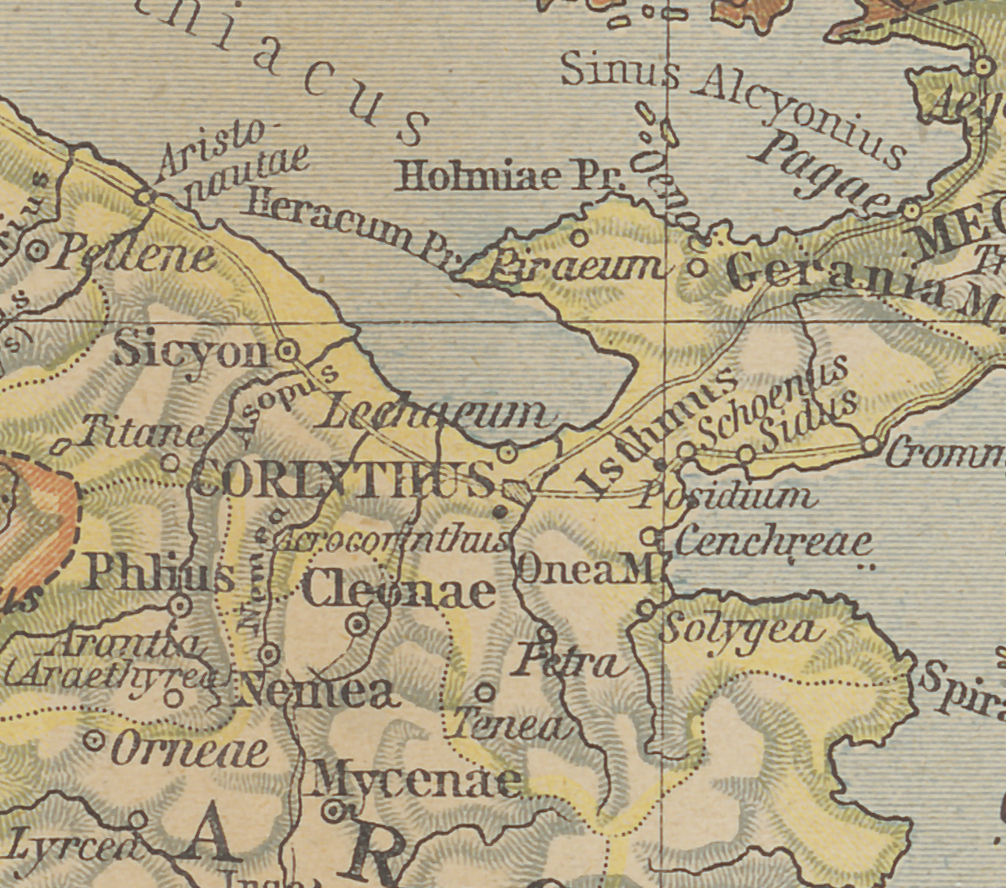
Mapa del antiguo Céncreas

En el Nuevo Testamento, en Romanos 16,1-3, a Phoebe se le llama "diàkonos" y "prostàtis" de la iglesia de Cencrea. Con la palabra griega "diàkonos", que en griego significa siervo o ministro, Pablo de Tarso también se llama a sí mismo, Apolos y Timoteo; por lo tanto, subraya el peso del servicio y la función de Phoebe en la comunidad. Este papel se ve reforzado por el término "prostàsis", es decir, "patrona", que, devolviendo el término griego al campo semántico de las asociaciones religiosas helenísticas de la época, la identifica como una persona con una posición influyente de protectora y líder de la comunidad. Los dos términos, por lo tanto, la describen como una mujer con un papel central tanto espiritual como jurídico en la iglesia de Cencrea, también fue para esto definida como "una de las primeras asistentes pastorales".

## Veneración
La Iglesia Católica lo recuerda el 3 de septiembre:

Conmemoración de santa Febe, sierva del Señor entre los fieles de Cencreas (Corinto), que atendió a san Pablo y a otros muchos, según escribe el propio apóstol en la carta a los Romanos [16, 1-2].
(Martirologio Romano)